# Opharus euchaetiformis
Opharus euchaetiformis là một loài bướm đêm thuộc phân họ Arctiinae, họ Erebidae.